# Николаенко, Иван Дементьевич
Иван Дементьевич Николаенко (1921—1948) — гвардии старший сержант Советской Армии, участник Великой Отечественной войны, Герой Советского Союза (1945).

## Биография
Иван Николаенко родился 4 апреля 1921 года в селе Кожанка (ныне — Фастовский район Киевской области Украины). После окончания семи классов школы работал на заводе. В 1940 году Николаенко был призван на службу в Рабоче-крестьянскую Красную Армию. С 1941 года — на фронтах Великой Отечественной войны.
К январю 1945 года гвардии старший сержант Иван Николаенко был помощником командира взвода 60-го гвардейского кавалерийского полка 16-й гвардейской кавалерийской дивизии 7-го гвардейского кавалерийского корпуса 1-го Белорусского фронта. Отличился во время освобождения Польши. 10-18 января 1945 года взвод Николаенко переправился через Пилицу и захватил плацдарм на её западном берегу, отразив все немецкие контратаки и продержавшись до переправы всего полка. Во время ожесточённого боя он лично уничтожил 47 солдат и офицеров противника, 10 миномётных и 2 артиллерийских расчёта. В составе своего взвода Николаенко продолжал участвовать в наступлении на запад. Переправившись через Варту, взвод Николаенко принял бой с превосходящими силами противника. В том бою он получил ранение, но остался в строю до выполнения боевой задачи.
Указом Президиума Верховного Совета СССР от 6 апреля 1945 года за «умелые действия при форсировании рек Пилица и Варта, за проявленный личный героизм и мужество» гвардии старший сержант Иван Николаенко был удостоен высокого звания Героя Советского Союза с вручением ордена Ленина и медали «Золотая Звезда» за номером 5805.
В 1946 году Николаенко был демобилизован. Проживал на родине. Скоропостижно умер от последствий полученных в боях ранений 8 августа 1948 года, похоронен в Кожанке.
Был также награждён орденами Отечественной войны 2-й степени и Красной Звезды, рядом медалей.
В честь Николаенко названы улица и школа в Кожанке.